# Aliza Lavie
Pour les articles homonymes, voir Lavie.
Aliza Lavie (en hébreu : עליזה לביא), née le 23 septembre 1964 est une femme politique membre du Yesh Atid et député au parlement israélien, la Knesset.